# 비탈리 두나이체프
비탈리 블라디미로비치 두나이체프(러시아어: Вита́лий Влади́мирович Дунайцев, 1992년 4월 12일~)는 러시아의 권투 선수이다. 2016년 하계 올림픽 남자 라이트웰터급에서 동메달을 획득했으며 세계 선수권 대회에서 금메달 1개를 획득했다.